# Lycostomus atrimembris
Lycostomus atrimembris is een keversoort uit de familie netschildkevers (Lycidae). De wetenschappelijke naam van de soort werd in 1926 gepubliceerd door Maurice Pic.